# Распад Совјетског Савеза
Распад Совјетског Савеза је био процес дезинтеграције савезних политичких структура и централне владе Савеза Совјетских Социјалистичких Република, што је довело до независности свих 15 република Совјетског Савеза између 11. марта 1990. и 25. децембра 1991. године. Распад највеће социјалистичке државе на свету је такође означио званични крај Хладног рата.
Како би покренуо стагнирајућу совјетску привреду, совјетски вођа Михаил Горбачов је покренуо процесе либерализације (гласност и перестројку) комунистичке, једнопартијске државе. Међутим, ова либерализација је довела до појаве дуго потискиваних националистичких покрета и међуетничких сукоба у бројним републикама Совјетског Савеза. Револуције из 1989. су довеле до пада социјалистичких држава које су биле савезнице Совјетског Савеза и до повећаног притиска на Горбачова да уведе више демократије и аутономије за конститутивне републике Совјетског Савеза. Под Горбачовљевим руководством, Комунистичка партија Совјетског Савеза је увела непосредне изборе, основала ново централно законодавно тело и окончала забрану деловања других политичких партија. Иако је референдум из марта 1991. године показао да је већина совјетских грађана била за опстанак Совјетског Савеза, његов легитимитет су оспоравале балтичке републике. Законодавна тела совјетских република су почела да усвајају законе који су поткопавали ауторитет централне владе и подржавали успостављање независности.
Све веће политичке тензије су проузроковале да конзервативни врх совјетске армије и Комунистичке партије да у августу 1991. године изврше државни удар како би збацили Горбачова и поново успоставили ауторитативни и чврст централизовани режим. Иако државни удар није успео због отпора грађана предвођеним Борисом Јељцином, тадашњим председником РСФСР, удар је увећао страховања да ће реформе бити поништене, па је већина република почела да проглашава независност. Председници Русије, Украјине и Белорусије Борис Јељцин, Леонид Кравчук и Станислав Шушкевич су се 22. децембра срели у тајности и договорили да распусте Совјетски Савез и да га замене са лабавом унијом заснованој на добровољном чланству под именом Заједница независних држава. Све више немоћан услед догађаја, Горбачов је поднео оставку 25. децембра 1991. године, што је званичан крај Совјетског Савеза. Русија је по међународном праву призната као једина држава наследница Совјетског Савеза и преузела у свој посед целокупни арсенал совјетског нуклеарног оружја. Следећег дана, Декларација 142-Н Врховног совјета признала је независност совјетских република, формално распустивши Совјетски Савез.
Револуције из 1989. године и распад Совјетског Савеза су довеле до краја вишедеценијског непријатељства између НАТО и Варшавског пакта, што је била главна одлика Хладног рата. То је такође означило пад марксизма-лењинизма као владајуће идеологије, а једине две марксистичко-лењинистичке државе су Северна Кореја и Куба (иако су многе невладајуће партије у другим државама наставиле да заговарају марксизам-лењинизам). Ова два бивша совјетска савезника су успела да се одрже упркос нестанку совјетске економске помоћи и политичке подршке од које су зависиле. У државама бившег Совјетског Савеза, резултати распада су мешовити. Балтичке земље су увеле демократске системе власти, док су Украјина, Белорусија и централноазијске државе имале ауторитативне политичаре. Русија је прошла кроз период политичке нестабилности и економског пада пре него што је достигла стабилност и економски раст под председником Владимиром Путином. Чак и као независне државе, бивше совјетске републике су наставиле да одржавају блиске везе са Русијом и основале мулитлатералне организације као што је Евроазијска економска заједница и Савез Русије и Белорусије да ојачају економску и безбедносну сарадњу.

## Позадина

### 1985

#### Москва: Михаил Горбачов је изабран за генералног секретара
Михаил Горбачов је изабран за генералног секретара Политбироа 11. марта 1985, три сата након смрти његовог претходника Константина Черненка у 73. години. Горбачов, стар 54 године, био је најмлађи члан Политбироа. Његов почетни циљ као генералног секретара био је оживљавање совјетске економије, и дошао је до закључка да ће то захтевати реформе основних политичких и друштвених структура. Реформе су почеле кадровским променама високих званичника Брежњеве ере који би спречили политичке и економске промене. Дана 23. априла 1985. године Горбачов је у Политбиро довео два штићеника, Јегора Лигачова и Николаја Ришкова, као пуноправне чланове. Он је држао моћна министарства задовољним тако што је промовисао шефа КГБ-а Виктора Чебрикова од статуса кандидата до пуноправног члана и именовао је министра одбране маршала Сергеја Соколова као кандидата за Политбиро.
Ова либерализација је, међутим, подстакла националистичке покрете и етничке спорове унутар Совјетског Савеза. Посредно је довела и до револуција из 1989. године, у којима су совјетски социјалистички режими Варшавског пакта мирно срушени (уз приметан изузетак Румуније), што је заузврат појачало притисак на Горбачова да уведе већу демократију и аутономију за конститутивне републике Совјетског Савеза. Под Горбачовим вођством, Комунистичка партија Совјетског Савеза (КПСС) 1989. године увела је ограничене конкурентске изборе за ново централно законодавно тело, Конгрес народних посланика (иако забрана осталих политичких партија није укинута до 1990).